# سیمور هیکس
سیمور هیکز (انگلیسی: Seymour Hicks؛ ۳۰ ژانویهٔ ۱۸۷۱ – ۶ آوریل ۱۹۴۹) هنرپیشه و تهیه‌کننده اهل بریتانیا بود.
وی در کنار آلفرد هیچکاک فیلم همیشه به همسر خود بگویید را کارگردانی کرده‌است.